# マーティン・オルブロウ
マーティン・オルブロウ（Martin Albrow、1937年-）は、ドイツ出身の社会学者。専門は、社会理論、グローバリゼーション研究。
ケンブリッジ大学およびロンドン・スクール・オブ・エコノミクスで学んだ。レスター大学やウェールズ大学カーディフ校で教鞭をとった後、現在、同大学名誉教授およびロンドン・スクール・オブ・エコノミクス客員研究員。イギリス社会学会会長を務めた。

## 著作
- Bureaucracy, Pall Mall, 1970.

『官僚制』、君村昌訳、福村出版, 1974年
- Max Weber's construction of social theory, Macmillan Education, 1990.
- The global age: state and society beyond modernity, Polity Press, 1996.

『グローバル時代の歴史社会論――近代を超えた国家と社会』、会田彰・佐藤康行訳、日本経済評論社, 2000年
- Do organizations have feelings?, Routledge, 1997.
- Sociology: the basics, Routledge, 1999.

『グローバル時代の社会学』、佐藤康行・内田健訳、日本経済評論社, 2001年

### 編著
- Globalization, knowledge and society: readings from International sociology, edited by Martin Albrow and Elizabeth King, Sage, 1990.